# Picaresque
Picaresque ist das dritte Studioalbum der amerikanischen Folk-Rockband The Decemberists. Es wurde am 22. März 2005 in den Vereinigten Staaten beim Label Kill Rock Stars veröffentlicht und von Christopher Walla (Death Cab for Cutie) produziert.
Mit dem Wort „Picaresque“ (Schelmenroman) wird eine spanische satirische Prosa bezeichnet, die realistisch und oft humorvoll die Geschichte eines schurkischen Helden darstellt.
Die Doppel-Vinyl-Version wurde mit einer EP veröffentlicht, die letzte Veröffentlichung von The Decemberists bei Kill Rock Stars. Der Name der EP ist Picaresqueties. Im Vereinigten Königreich beim Label Rough Trade Records gab es nur eine Einzel-Vinyl-Version ohne EP.
Zum Beginn der sechsten Folge der zweiten Staffel (Maidenform) der US-Serie Mad Men wurde eine schnelle Version des Songs The Infanta gespielt.
Das Online-Magazin Pitchfork wählte Picaresque auf Platz 143 der besten Alben der 2000er.

## Titelliste
1. The Infanta – 5:07
2. We Both Go Down Together – 3:04
3. Eli, the Barrow Boy – 3:11
4. The Sporting Life – 4:38
5. The Bagman’s Gambit – 7:02
6. From My Own True Love (Lost at Sea) – 3:42
7. Sixteen Military Wives – 4:52
8. The Engine Driver – 4:15
9. The Mariner’s Revenge Song – 8:45
10. Of Angels and Angles – 2:27

## Picaresqueties Titelliste
1. Bandit Queen (with Dialogue and Tap Dancing) – 4:26
2. Bridges & Balloons (Joanna Newsom Cover) – 3:19
3. Constantinople – 3:42
4. Kingdom of Spain (Version Prescott) – 3:48
5. Bandit Queen (Version Prescott) – 4:34

## Sixteen Military Wives
Songwriter Colin Meloy hat Sixteen Military Wives als Protestsong, der vom Irakkrieg inspiriert wurde, beschrieben. Obwohl das Lied einige Elemente der Außenpolitik der USA unter George W. Bush angreift (im Refrain: „Because America can/And America can’t say no/And America does/If America says it’s so/It’s so“), fokussiert sich der Song hauptsächlich auf die Kritik an Nachrichtenmedien, insbesondere an Infotainment und der oberflächlichen Beteiligung von Stars an öffentliche Angelegenheiten.

### Musikvideo
Das Musikvideo zu Sixteen Military Wives wurde an der Cleveland High School in Portland (Oregon) gedreht und spielt an der fiktionalen „Barger Rothery Academy“. Colin Meloy verkörpert Henry Stowecroft, einen Studenten, der die Vereinigten Staaten in den schulinternen Model United Nations repräsentiert. Jude (Nate Query), ein weiterer Student, versucht ihn bei jeder Gelegenheit zu überbieten. Henry Stowecroft schüchtert Carl (Chris Funk), einen weiteren Mitschüler, mit einer Belästigungskampagne ein. Die USA erklären Luxemburg, dem Land das Carl vertritt, den Krieg. Henry veranlasst seine Lakaien, Carl vom Toilettengang abzuhalten. Zudem wird Carl mit Papierkügelchen beworfen, ihm wird in der Kantine kein Essen mehr ausgegeben und in seinem Schließfach wird Schmuggelware versteckt. Molly (Jenny Conlee) führt eine Revolte gegen Henry an, indem sie die anderen Mitglieder der Model UN überzeugt, während eines Meetings einen Protestsong zu singen. Der geschlagene Henry flüchtet von dem Treffen und das Video endet damit, dass er von Papierkügelchen, die seine Klassenkameraden auf ihn geworfen haben, verschüttet wird. Die Idee Henrys, als die USA ein kleineres Land zu tyrannisieren, spiegelt sich in dem Songtext wider.
Das Video war das erste, das offiziell über BitTorrent verbreitet wurde. Es wurde von Nick Harmer (Death Cab for Cutie) koproduziert, der zudem einen Cameo-Auftritt hat. In weiteren Rollen sind der Albumproduzent Chris Walla, John Roderick von The Long Winters und Carson Ellis (Meloys Ehefrau) zu sehen.
Regie führte Aaron Stewart-Ahn, der außerdem das Musikvideo für das Lied O Valencia! drehte. Das Video lehnt sich stilistisch an Wes Andersons Filme an, insbesondere Rushmore. Aus diesem Film wurde unter anderem die renommierte Privatschule und die ähnlichen Schuluniformen entliehen. Zudem ist in einer Szene des Films eine Model UN zu sehen. Henrys Haarschnitt im Video ist sehr ähnlich dem von Max Fischer in Rushmore.

## The Mariner’s Revenge Song

### Handlung
Der Song beginnt mit dem Erzähler, einer von zwei Überlebenden im Magen eines Wals, der seinem Gefährten erzählt, woher er ihn kennt.
Als der Erzähler drei Jahre alt war, verliebte sich seine verwitwete Mutter in einen Hafenarbeiter, der zunächst charmant war, sich aber später als Glücksspieler und Aufreißer entpuppte. Als er von einem Tag auf den anderen verschwand, hinterließ er nur seine Spielschulden und die kranke Mutter. Der Magistrat beschlagnahmte ihren Besitz, um für die Schulden zu bezahlen. Als die Mutter wenig später starb, hinterließ sie den Jungen als Waisen. Auf dem Sterbebett bat sie ihn, ihren Tod zu rächen, was als Refrain des Songs fungiert:

“Find him, bind him, tie him to a pole and break his fingers to splinters. Drag him to a hole until he wakes up, naked, clawing at the ceiling of his grave.”

„Finde ihn, fessel ihn, binde ihn an einen Mast und zersplittere seine Finger. Ziehe ihn in ein Loch, bis er aufwacht, nackt, kratzend an der Decke seines Grabes.“

15 Jahre später hörte der Erzähler von einem Walfangkapitän, der auf die Beschreibung des Hafenarbeiters passt. Am nächsten Tag heuerte er auf einem Kaperschiff an, um ihn zu finden. Nach 20 Monaten auf dem Meer fanden sie das Walfangschiff, das jedoch von einem riesigen Wal angegriffen wurde, bevor sie an Bord gehen konnten. Bis auf den Erzähler und den ehemaligen Hafenarbeiter stirbt die gesamte Schiffsbesatzung.
Der Erzähler erklärt dem Mann, dass es wohl Vorsehung sei, dass nur sie überlebt haben. Außerdem soll er gut zuhören, da es wohl das Letzte ist, was er hören wird. Mit dem Ende des Songtextes beginnt die Melodie, die während des Refrains läuft, in einem immer schneller werdenden Tempo zu spielen, was darauf hindeuten soll, dass der Erzähler den Willen seiner Mutter, den Mann zu töten, durchführt.

### Vorführung bei Konzerten
The Mariner’s Revenge Song ist eines der beliebtesten The-Decemberists-Lieder bei Livekonzerten. Bis 2006 wurde der Song bei jedem Konzert gespielt, bis die Band entschied, ihm „eine Pause zu geben“. Seit der „Twilight in the Fearful Forest Tour 2007“ wird er wieder regelmäßiger aufgeführt.
Wenn das Lied live bei einem Konzert gespielt wird, werden diverse Instrumente dafür benutzt: Mandoline (Chris Funk), Kontrabass (Nate Query), Gitarre (und Gesang Colin Meloy), Floortom (John Moen) und Akkordeon (Jenny Conlee). Gewöhnlich bringt die Band einen aus Pappmaché bestehenden Walkiefer mit und fordert die Zuschauer auf, während der Wal das Schiff angreift, so zu schreien, als würden sie von einem Wal geschluckt.

### Aufnahme
Das Lied wurde in einem Stück mit nur einem Mikrofon aufgenommen. Die verschiedenen Bandmitglieder mussten vor- und zurücktreten, um die Lautstärke ihrer Instrumente zu regeln. Rachel Blumberg musste wegen der Lautstärke ihres Schlagzeugs weiter entfernt sitzen.

## Of Angels and Angles
Der Songtitel ist eine Allusion auf die Redewendung „Non Angli, sed Angeli“ („nicht Angeln, sondern Engel“). Diesen lateinischen Kalauer soll der Papst Gregor der Große als Antwort auf die Frage gegeben haben, wer die blonden Kinder auf dem Marktplatz seien.
Alternativ kann der Name auch von Saul Alinsky stammen, der in seinem Buch Rules for Radicals schreibt: 

“…is a world not of angels, but of angles where men speak of moral principles but act on power principles.”

„… ist eine Welt nicht von Engeln, sondern Blickwinkeln, aus denen Männer von moralischen Prinzipien reden, aber nach Machtprinzipien handeln.“

Of Angels and Angles ist das einzige Lied auf dem Album, bei dem nur Colin Meloy singt und Gitarre spielt.